# Стадион Насионал Костарика (2011)
Стадион Насионал Костарика (2011) (шп. Estadio Nacional de Costa Rica (2011)) је био вишенаменски стадион у граду Сан Хосеу, Костарика. Стадион је имао капацитет од 35.175 гледалаца. То је прва модерна арена за спорт и концерте која је изграђена у Централној Америци. Стадион је завршен 2011. године и званично је отворио своја врата за јавност 26. марта исте године, са капацитетом од 35.175 места. Стадион је заменио првобитни Национални стадион и домаћи је стадион фудбалске репрезентације Костарике. Стадион је такође коришћен за Копа Центроамерикана 2013. године.
Има један екран високе дефиниције од 160 m2 (1.700 sq ft), који се налази у јужном делу стадиона, заједно са мањим монохроматским екраном и још једним монохроматским екраном истих димензија у северном делу.Коришћен је за домаћине утакмица током ФИФА Светског првенства за жене до 17 година 2014, укључујући уводну утакмицу, меч за треће место и финале.

## Финансирање и изградња
Иако је цена на почетку била процењена на око 88 милиона долара, касније је прилагођена на 100 милиона долара.
Кинеска влада је финансирала изградњу стадиона у целини, заједно са његовим опремањем, и преузела све остале трошкове. Рушење старог Националног стадиона почело је 12. маја 2008. године, након меча између УКР (Универсидад де Костарика) и Брухас ФЦ и такмичења на 200 m где је Нери Бренес поставио нови национални рекорд (20:28 секунди).
Изградња стадиона била је део споразума потписаних између председника Костарике и Кине Оскар Аријаса и Ху Ђинтаоа, током прве Аријасове посете тој азијској земљи у октобру 2007. године. Изградња је почела 12. марта 2009. године, а завршена 2011. године.
Кинеска компанија Анхуји Форин Економик Констракшн била је задужена за изградњу стадиона и довела је 800 кинеских радника да заврше радове.

## Инаугурација
Церемонија отварања одржана је 26. марта 2011. Домаће и међународне спортске активности и забава су настављене до 10. априла. Направљен је званичан сајт инаугурације стадиона који је обавештавао становништво о свим инаугурационим догађајима. Главни инаугурациони догађај била је пријатељска фудбалска утакмица између Костарике и Кине, која је завршена резултатом 2 : 2, при чему је Алваро Саборио постигао први гол на новом стадиону.
Током 2011. године, нови стадион је био предмет великих улагања Костариканске фудбалске федерације како би костарикански фудбал покренуо на светску сцену. Да би то урадила, федерација је организовала пријатељске мечеве против претходних победника ФИФА Светског првенства Аргентине, Бразила и Шпаније, при чему је ова последња била тада најновији победник турнира.

## Пожар на стадиону
Током церемоније отварања Централноамеричких игара 2013. године, на стадиону је избио пожар због залуталог ватромета који је погодио западни део крова стадиона. Ватра је оштетила део опреме за осветљење, али је стадион и даље могао да се користи за игре.